# Барт (виконтство)
Виконтство Барт (фр. Vicomté de la Barthe) — феодальное владение в Гаскони, существовавшее до 1398 года. Выделилось из графства Ор в начале XI века. С 1083 года вассал графов Бигора. Столица — город Ла Барт (La Barthe-de-Neste).

## Список правителей
- Мансион Ориол, сын Ариола Дата — графа Ора;
- Ориол Манс, сын, упом. 1039
- Санчо Ориол, сын, упом. 1073, 1083;
- Оже (ум. ок. 1130), сын;
- Эспен (ум. после 1140), сын;
- Одон (ум. после 1170), сын;
- Санчо II (ум. 1181/85), сын;
- Арно Гильом I(ум. ок. 1200), брат;
- Санчо III (ум. после 1235), сын;
- Арно Гильом II (ум. после 1259), сын;
- Вероника (ум. 1283) — дочь, виконтесса Барта, Ора и Маньоака;
- Бруниссенда, сестра;
- Арно Гильом, сын Бруниссенды де ла Барт и Бертрана де Фюмеля;
- Жерар (Жеро) (ум. 1352);
- Жан (ум. 5 октября 1398). Бездетный, завещал свои владения графу Арманьяка Бернару VII — дальнему родственнику.